# Medaglia Bruce
La medaglia Bruce (in inglese Bruce medal) è un importante premio assegnato dalla Società astronomica del Pacifico (Astronomical Society of the Pacific, ASP) come riconoscimento per personalità che nel corso della loro vita scientifica abbiano fornito contributi eminenti nel campo dell'astronomia.

## Descrizione
La medaglia, assegnata con periodicità annuale a partire dal 1898, è intitolata a Catherine Wolfe Bruce, una mecenate statunitense appassionata di astronomia. È considerata una delle più alte onorificenze nel campo dell'astronomia.
Nel 2020 la medaglia non venne assegnato a causa dell'emergenza COVID.

## Elenco cronologico dei premiati
- 1898 - Simon Newcomb
- 1899 - Arthur Auwers
- 1900 - David Gill
- 1902 - Giovanni Schiaparelli
- 1904 - William Huggins
- 1906 - Hermann Carl Vogel
- 1908 - Edward Charles Pickering
- 1909 - George William Hill
- 1911 - Henri Poincaré
- 1913 - Jacobus C. Kapteyn
- 1914 - Oskar Backlund
- 1915 - William Wallace Campbell
- 1916 - George Ellery Hale
- 1917 - Edward Emerson Barnard
- 1920 - Ernest William Brown
- 1921 - Henri-Alexandre Deslandres
- 1922 - Frank Watson Dyson
- 1923 - Benjamin Baillaud
- 1924 - Arthur Eddington
- 1925 - Henry Norris Russell
- 1926 - Robert Grant Aitken
- 1927 - Herbert Hall Turner
- 1928 - Walter Sydney Adams
- 1929 - Frank Schlesinger
- 1930 - Max Wolf
- 1931 - Willem de Sitter
- 1932 - John Stanley Plaskett
- 1933 - Carl Charlier
- 1934 - Alfred Fowler
- 1935 - Vesto Slipher
- 1936 - Armin Otto Leuschner
- 1937 - Ejnar Hertzsprung
- 1938 - Edwin Hubble
- 1939 - Harlow Shapley
- 1940 - Frederick Hanley Seares
- 1941 - Joel Stebbins
- 1942 - Jan Oort
- 1945 - Edward Arthur Milne
- 1946 - Paul Willard Merrill
- 1947 - Bernard Lyot
- 1948 - Otto Struve
- 1949 - Harold Spencer Jones
- 1950 - Alfred Harrison Joy
- 1951 - Marcel Minnaert
- 1952 - Subrahmanyan Chandrasekhar
- 1953 - Harold Delos Babcock
- 1954 - Bertil Lindblad
- 1955 - Walter Baade
- 1956 - Albrecht Unsöld
- 1957 - Ira Sprague Bowen
- 1958 - William W. Morgan
- 1959 - Bengt Georg Daniel Strömgren
- 1960 - Viktor Amazaspovič Ambarcumjan
- 1961 - Rudolph Minkowski
- 1962 - Grote Reber
- 1963 - Seth Barnes Nicholson
- 1964 - Otto Heckmann
- 1965 - Martin Schwarzschild
- 1966 - Dirk Brouwer
- 1967 - Ludwig Biermann
- 1968 - Willem Jacob Luyten
- 1969 - Horace Welcome Babcock
- 1970 - Fred Hoyle
- 1971 - Jesse Leonard Greenstein
- 1972 - Iosif Samuilovič Šklovskij
- 1973 - Lyman Spitzer
- 1974 - Martin Ryle
- 1975 - Allan Sandage
- 1976 - Ernst Öpik
- 1977 - Bart J. Bok
- 1978 - Hendrik Christoffel van de Hulst
- 1979 - William Alfred Fowler
- 1980 - George Herbig
- 1981 - Riccardo Giacconi
- 1982 - Margaret Burbidge
- 1983 - Jakov Borisovič Zel'dovič
- 1984 - Olin C. Wilson
- 1985 - Thomas George Cowling
- 1986 - Fred Lawrence Whipple
- 1987 - Edwin Ernest Salpeter
- 1988 - John Gatenby Bolton
- 1989 - Adriaan Blaauw
- 1990 - Charlotte Moore Sitterly
- 1991 - Donald Edward Osterbrock
- 1992 - Maarten Schmidt
- 1993 - Martin Rees
- 1994 - Wallace Sargent
- 1995 - Jim Peebles
- 1996 - Albert Edward Whitford
- 1997 - Eugene Parker
- 1998 - Donald Lynden-Bell
- 1999 - Geoffrey Burbidge
- 2000 - Rašid Alievič Sjunjaev
- 2001 - Hans Bethe
- 2002 - Bohdan Paczyński
- 2003 - Vera Rubin
- 2004 - Chūshirō Hayashi
- 2005 - Robert Kraft (astronomo)
- 2006 - Frank James Low
- 2007 - Martin Harwit
- 2008 - Sidney van den Bergh
- 2009 - Frank Shu
- 2010 - Gerald Neugebauer
- 2011 - Jeremiah Ostriker
- 2012 - Sandra Moore Faber
- 2013 - James Gunn
- 2014 - Kenneth Kellermann
- 2015 - Douglas N. C. Lin
- 2016 - Andrew Fabian
- 2017 - Nick Scoville
- 2018 - Tim Heckman
- 2019 - Martha Haynes
- 2020 - non assegnata
- 2021 - Bruce Elmegreen
- 2022 - Ellen Gould Zweibel

- 2023 - Marcia J. Rieke